# 名古屋城
名古屋城是位於日本爱知县名古屋市的城堡。江戶時代是尾張藩藩主居城，別稱「金城」、「金虎鲸城」。日本100名城之一。前身為織田氏居城那古野城。

## 概要
1525年，今川氏親建造了最初的城堡。1532年織田信秀接管城堡，改名為名古屋城。後來德川家康為尾張藩在舊名古屋城一帶進行築城。自明治時代為止為德川御三家之一的尾張德川家居城。大小天守、櫓及御殿直到第二次世界大戰，1945年在名古屋大空襲中被燒毀。現時為城堡範圍為名城公園。

## 歷史

#### 戰國時代
16世紀早期，今川氏親在尾張穩固勢力時建設了柳之丸一城，大概是位於現今的名古屋城二丸一帶。1532年織田信秀擊敗了今川軍，改名為那古野城。
信秀曾經在此城長期逗留，後來信秀將城堡讓給織田信長，信秀則在古渡城主理政務。1555年（弘治元年）信長將據點移到清洲城，那古野城遭到拆除。

#### 江戶時代
1609年（慶長十四年），由德川家康下令所建造，為尾張德川家的居城，1610年（慶長十五年），開始築城，向日本各地大名進行天下普請。1612年（慶長十七年）大天守完成，在此四年間進行大搬遷，將清洲的寺廟及清洲城小天守搬到名古屋附近。
明治時代初期，德川慶勝向新政府獻出金虎鲸，要求拆卸城堡，但山縣有朋決定保留城堡。天守本丸御殿均得到保存。
1891年受到濃尾地震影響，名古屋城的本丸的西南隅櫓及多聞櫓倒塌，本丸亦受到了相當程度的破壞。1893年由宮內省管治，稱作名古屋離宮。名古屋離宮1930年終止，正式由名古屋市管治。1945年美軍空襲名古屋，名古屋城的本丸御殿、大天守、小天守、東北隅櫓、正門、金虎鲸被燒毀。
戰後與東北的低地合併為名城公園。當中其中三個櫓、三道門、二丸庭園保留至今。1959年將二戰中燒毀的金鯱及本丸重建起來，成為名古屋市的象徵之一。
名古屋城在1994年開始計劃重建本丸御殿。2002年設立重建基金。2007年本丸御殿的重建工程獲文化廳認可。2008年開始著手重建。
2006年入選“日本100名城”。預計在2032年前完成名古屋城，預算150億日圓。

## 構造

### 地點

江戶時代的名古屋城平面圖 最外圍藍色部分為三之丸的護城河

名古屋城城池位於濃尾平野的庄内川突出的名古屋台地西北位置。此地可以監視整個濃尾平野的軍事要害。在築城前崖下的濕地形成了天然的防衛線。此外，南方面臨伊勢灣在熱田神宮以南方的堀川改道，運送築城物資，在以西名古屋城下町達致防衛效果。
築城前，西端和北端的低濕地形成天然的防衛線。此面面臨伊勢灣城南的熱田神宮的堀出，改造為護城河，負責輸送築城物資，兼有防守名古城西方的城下町的功能。

### 繩張
名古屋的繩張特徵是多以長方形直線城壁，角只是單純地使用直角。

### 本丸

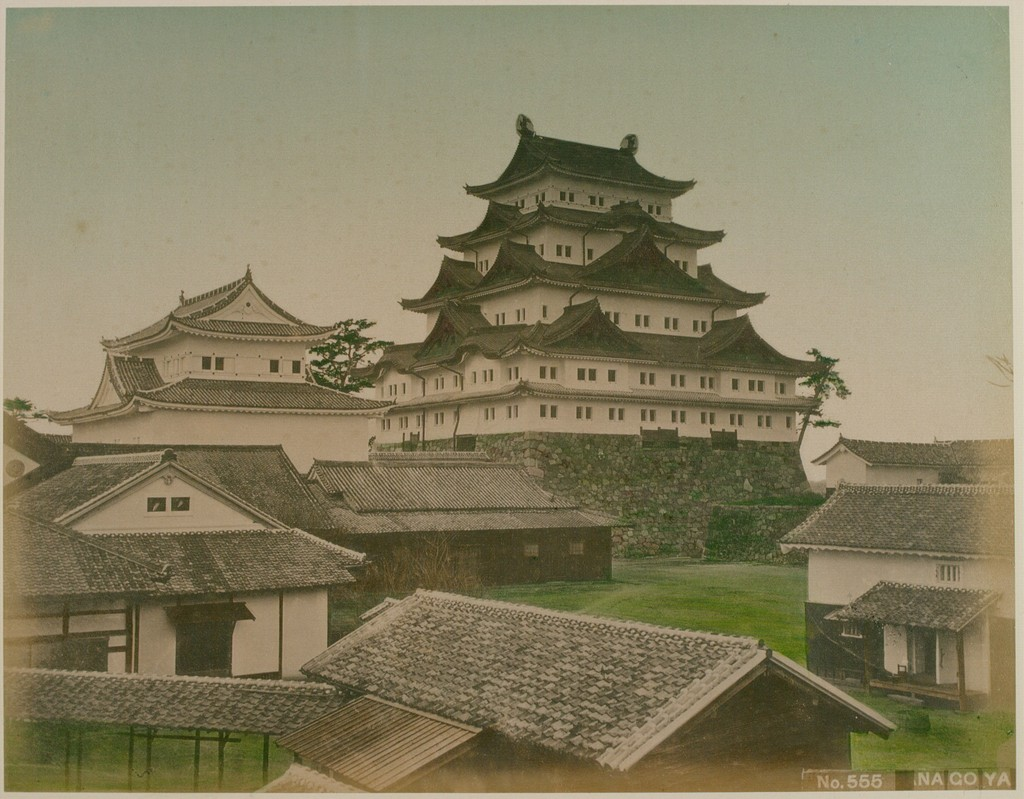
燒毀前的本丸

本丸的形狀大概與正方形相當相似，西方邊是天守，其餘三側設有隅櫓，多聞櫓則圍在本丸外側。通往本丸共有3座大門，分別是南方的南御門、東方的東御門、北方的不明御門3個。
本丸有3個虎口位於南方（西丸側）的大手口後東邊（二丸旁）搦手口兩個地方，護城河內為兩重城門。該城的特點是就算被入侵者佔領，亦難以進入本丸。此外，如果攻擊者進攻其中一個虎口，守方可從另一個虎口反擊。
所有隅櫓為2層3階。現存有辰巳隅櫓、未申隅櫓及丑寅隅櫓。

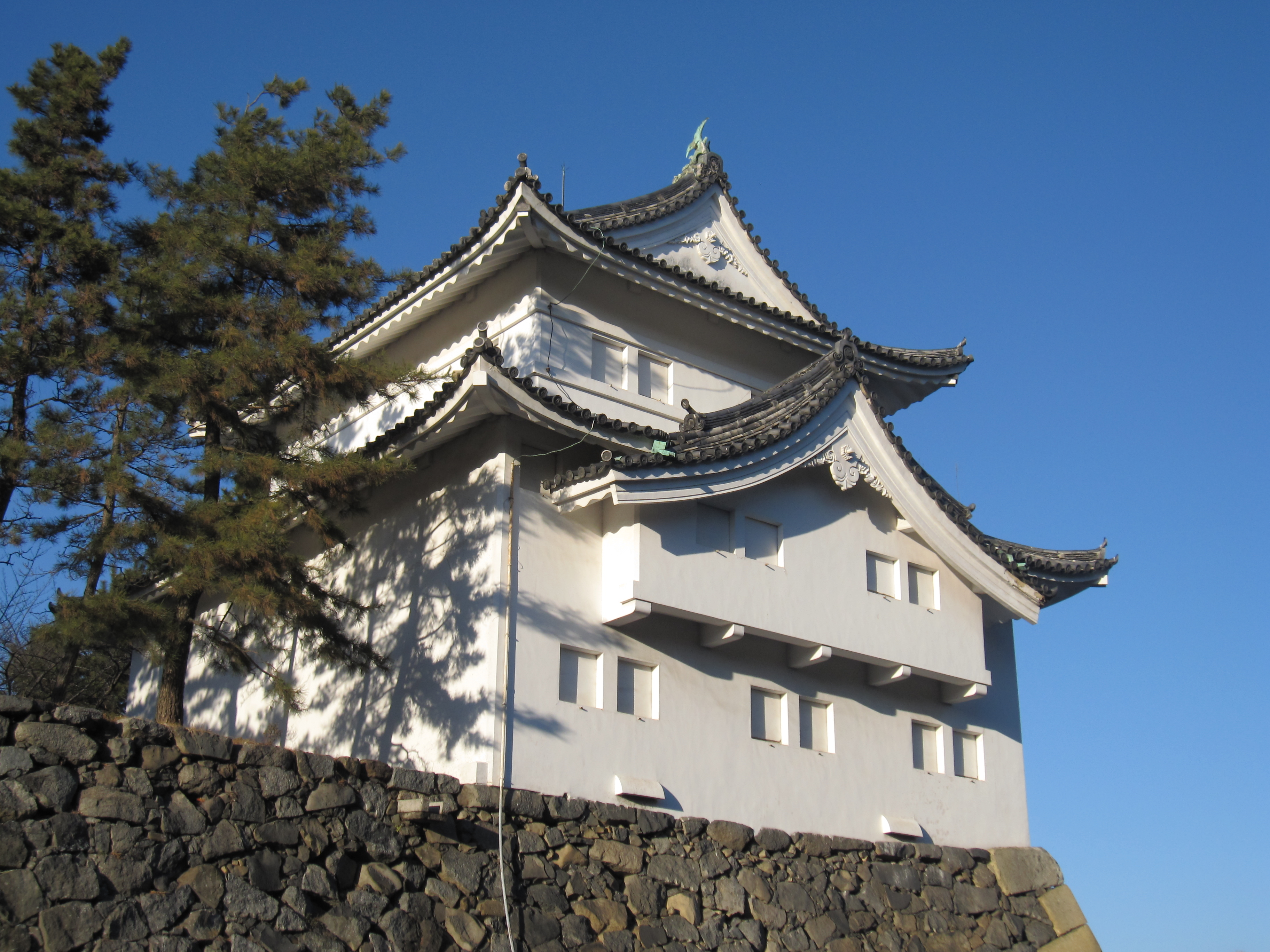
辰巳隅櫓
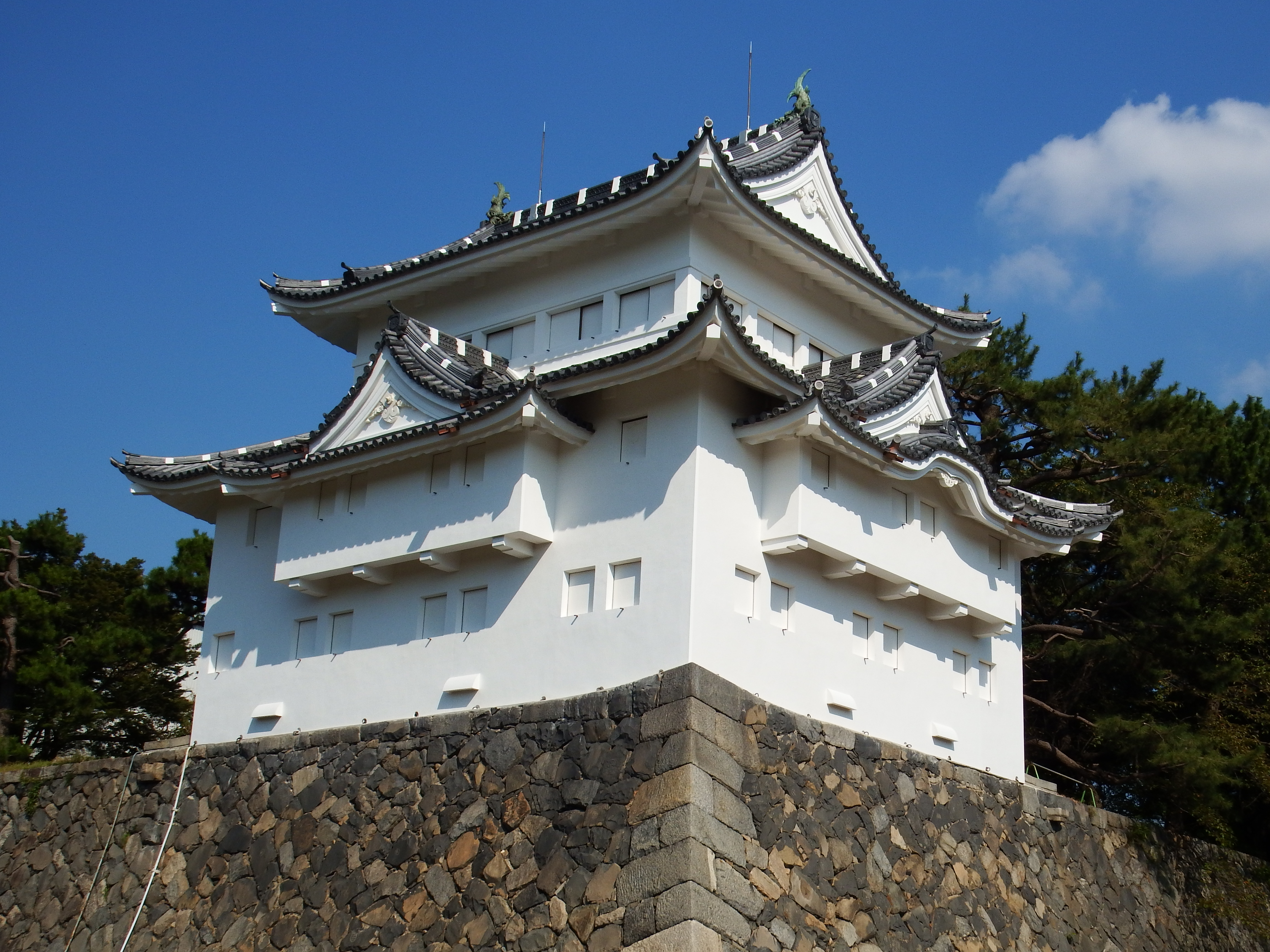
未申隅櫓
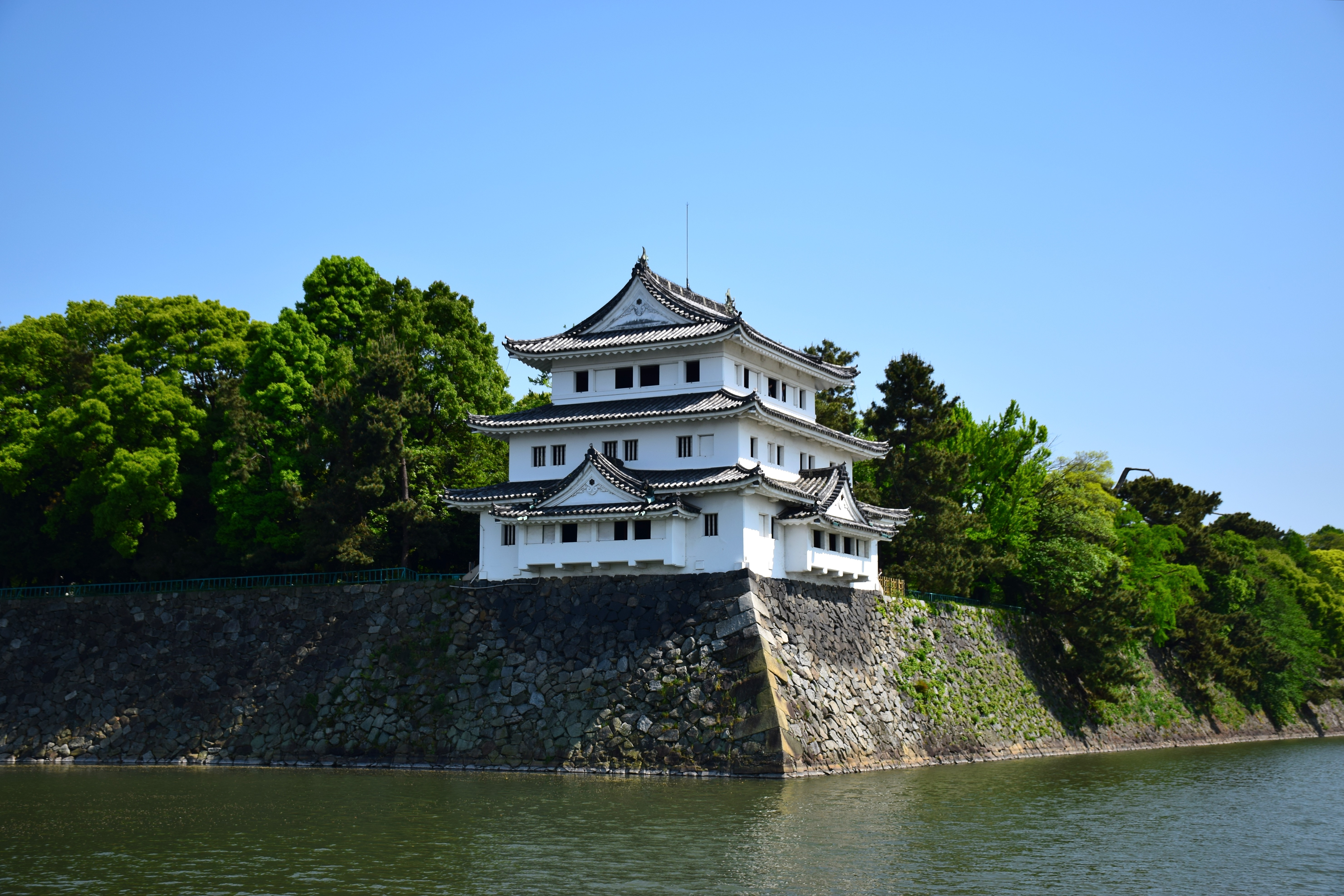
丑寅隅櫓

#### 天守

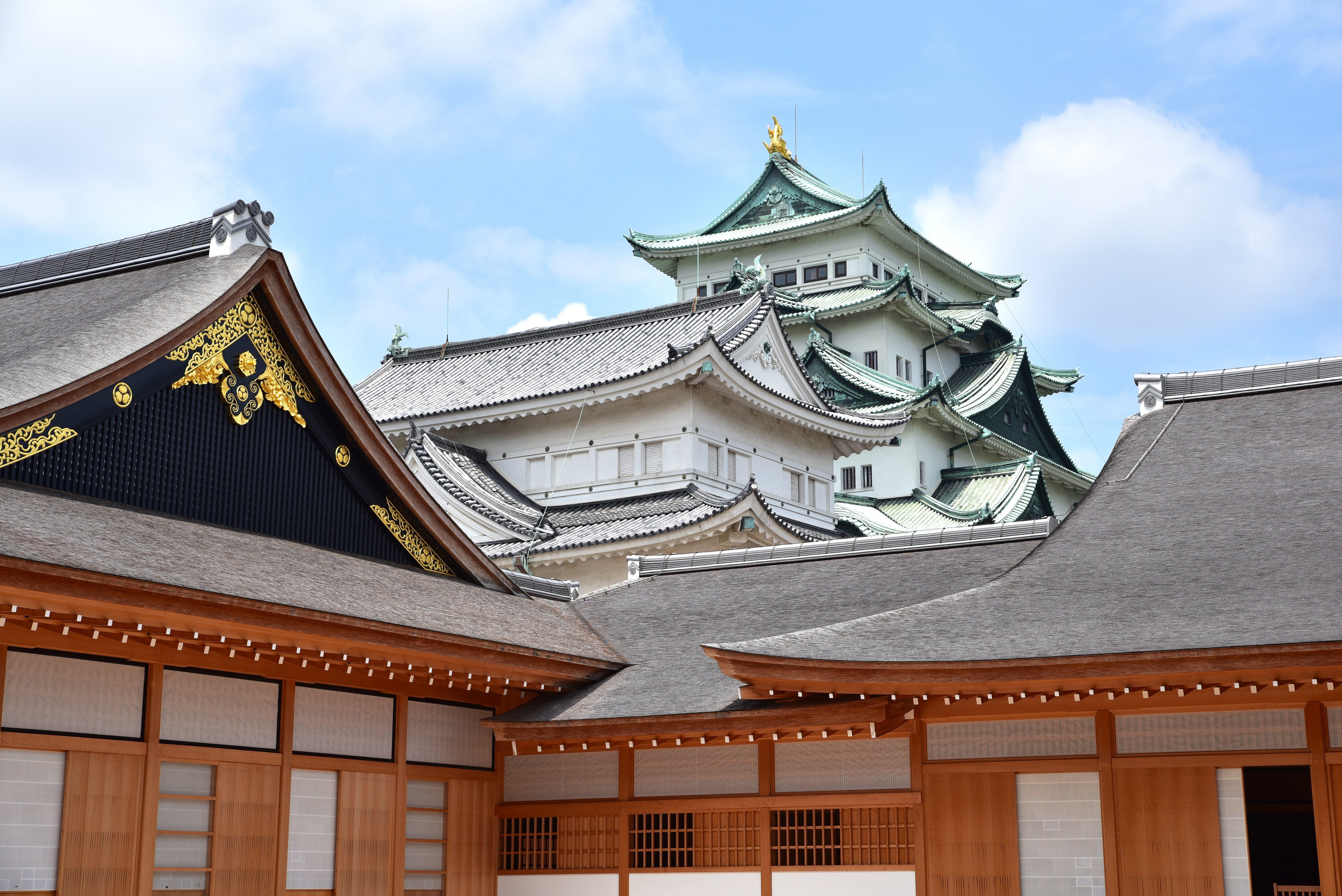
天守和本丸御殿

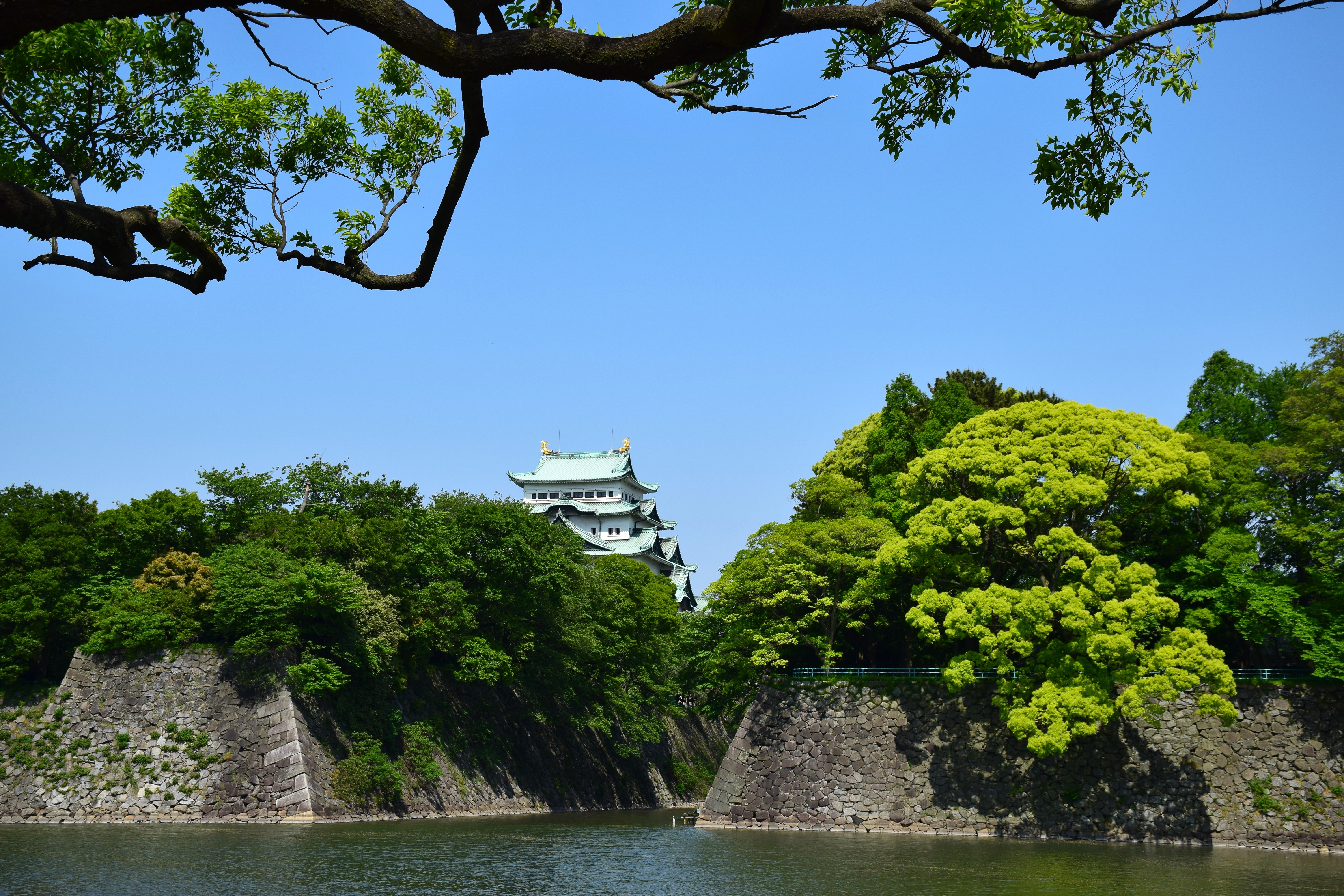
天守

天守位於本丸西北隅，是連結式層塔型5層5階地下1階的城堡、大天守頂的屋根有表示德川家光榮的象徵金鯱（金虎鲸）。
大天守是層塔型5重5階，另外地下有一層地堡，高度為55.6米（石垣19.5米、城堡36.1米），大概與18層高的建築相若。其高度是江戶城及德川重建的大坂城不能所及。由於是層塔型的關係，下方的天守台座沒有大入母屋屋根。
大天守的屋根，為兼顧輕巧及耐久性，全部以2層銅瓦建造。慶長年間所建的大天守屋根，只有最上層被修繕過。此外為減少雨水對屋根的負擔，在破風加設銅板。
至城壁則考慮到受到大砲的攻擊，並在土壁加上射擊用隱藏房間，當雙方城堡交戰時則拆走土璧。小天守為2重2階再加地下1層。比其他城的3重天守較大。
天守在1612年（慶長17年）完成，期間經歷過地震、火災甚至是拆卸的可能。1872年破敗的天守由陸軍省管理，經陸軍省工兵以近代技術維護，並於城內設置東京鎮台第三分營(名古屋鎮台)，1891年發生黎克特制8級濃尾地震，天守本丸御殿損害嚴重，本丸多聞櫓等多處倒塌，天守泥作石垣部分因日本於1875年複製水泥成功，得以幸免。1893年本丸由陸軍省修繕完畢交返宮內省管理，成為日本皇室名古屋離宮，1945年遭到盟軍燒夷彈直襲本丸才與離宮眾建築一同被燒毀。
1957年名古屋為慶祝實行市制，由建築公司間組開始重建天守。當時大天守因是否木造而有所爭議。天守台的石垣使用防水框，並改用鋼筋將天守重建。1958年6月13日開始建造，1959年10月1日完成。重建大天守為5層7階，內部有升降機，城的外觀與原先版本相似，最上層的展覽窗比燒毀前更大。2018年起由於未能通過防震測試内部暫停開放，其後名古屋政府宣佈將以木材重建天守，預期于2032年度完工。

#### 本丸御殿
一般而言是城主（藩主）所居住的御殿。但在築城後改變用途，是用來讓將軍上洛期間用的中途居所，藩主則在二丸居留，但只有二代將軍德川秀忠和三代將軍德川家光使用，後來並沒被再用，之後由藩士看守著。
在名古屋城是御成專用的城堡時，當時的本丸御殿的豪華程度能與二條城比較。由南御門至入口有式台，最內更建造玄關。其他主要建物有中玄關、廣間、對面所、書院（上洛殿」、上場御所（湯殿書院）、黑木書院、上御膳立所、下膳立所、孔雀之間、上台所、下台所、大勝手等。另外亦有藏及番所等設施。
本丸御殿內的大部份設施在第二次世界大戰被燒毀，除了內的國牆畫及隅櫓因於空襲前四個月搬往別處免幸於難，全被列為重建文化財。目前名古屋正在重建本丸御殿。第一期在2013年5月29日公開，第二期已在2016年6月1日開放。目前正展開第三期工程。

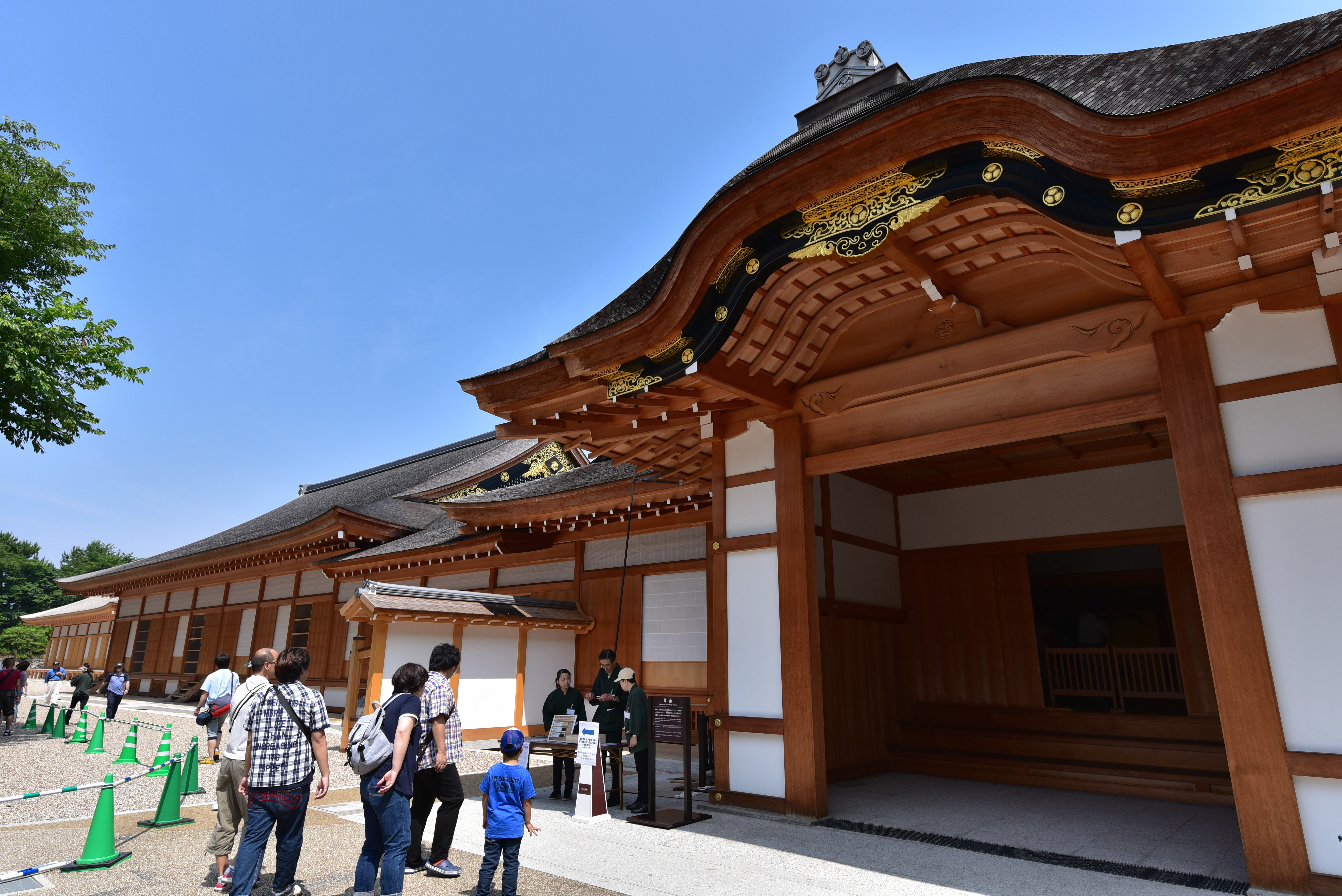
本丸御殿
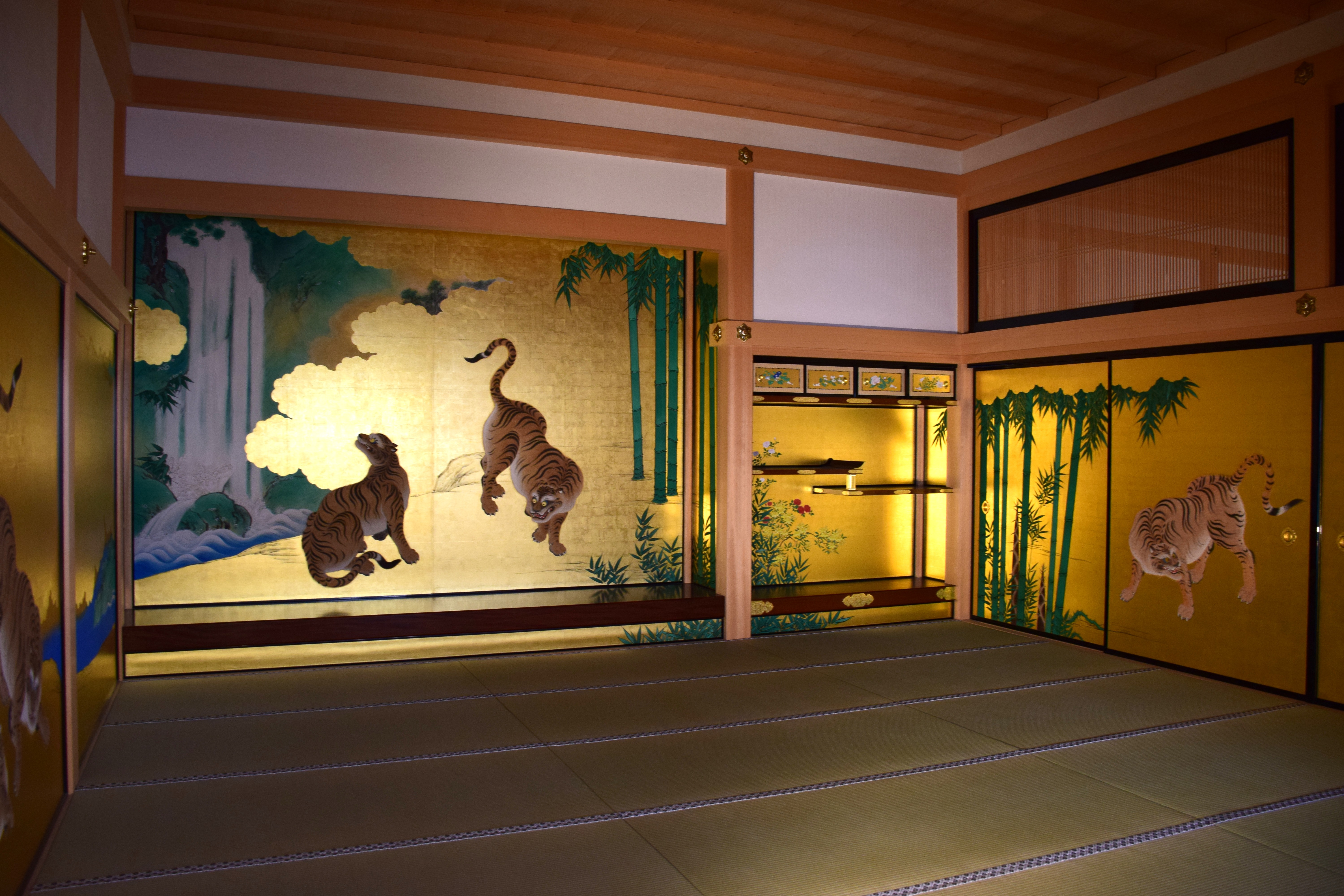
玄關・一之間
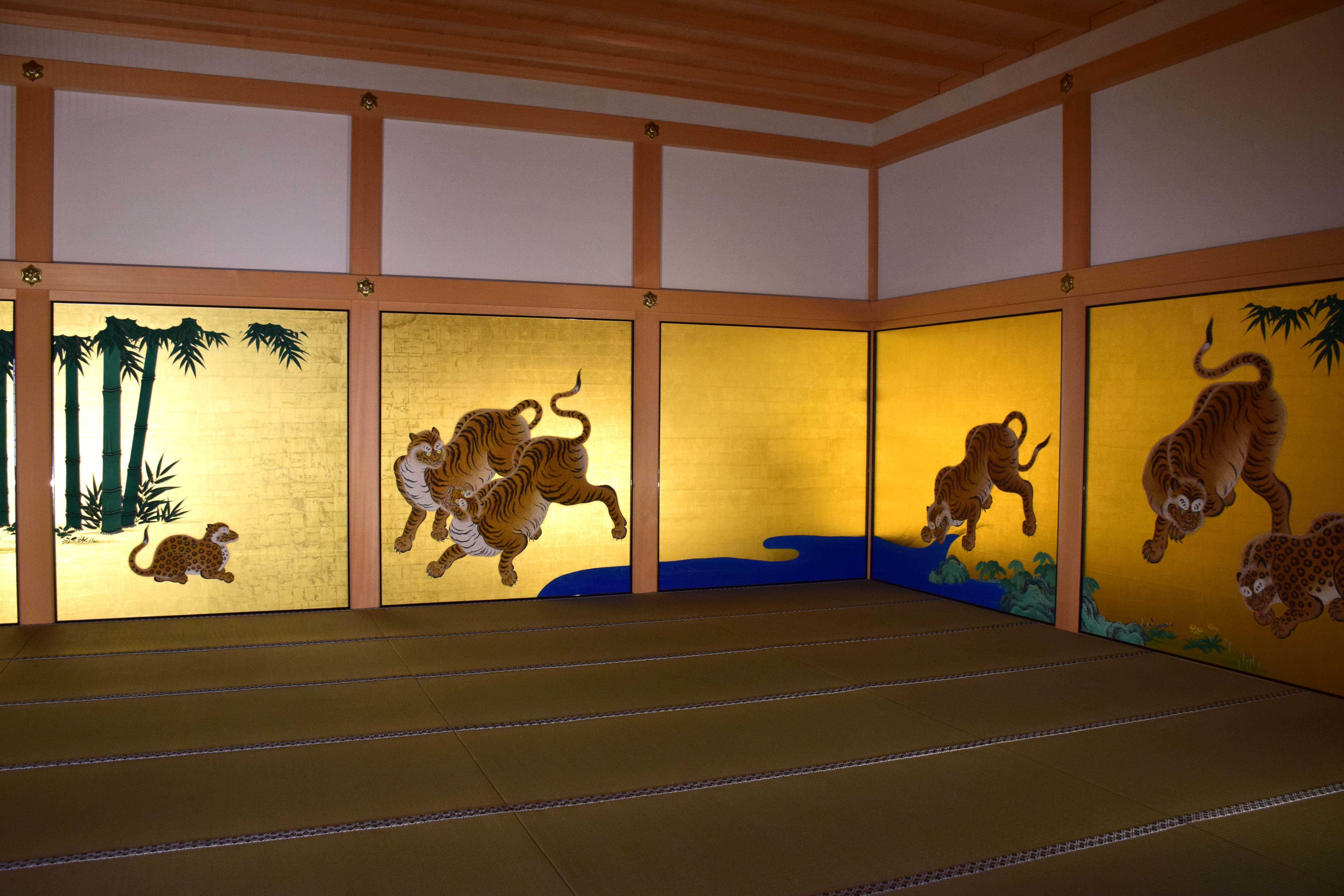
玄關・二之間
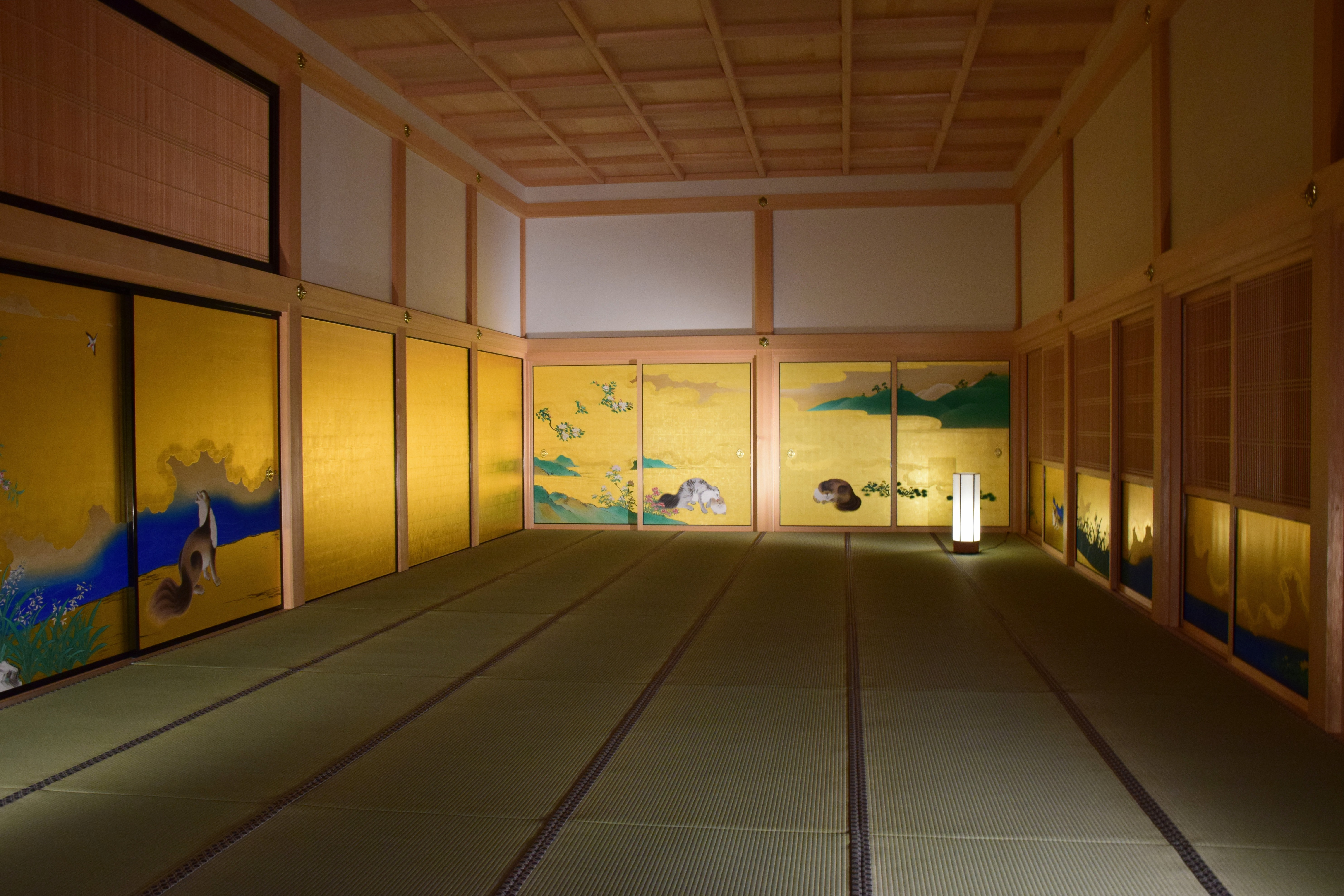
表書院・三之間
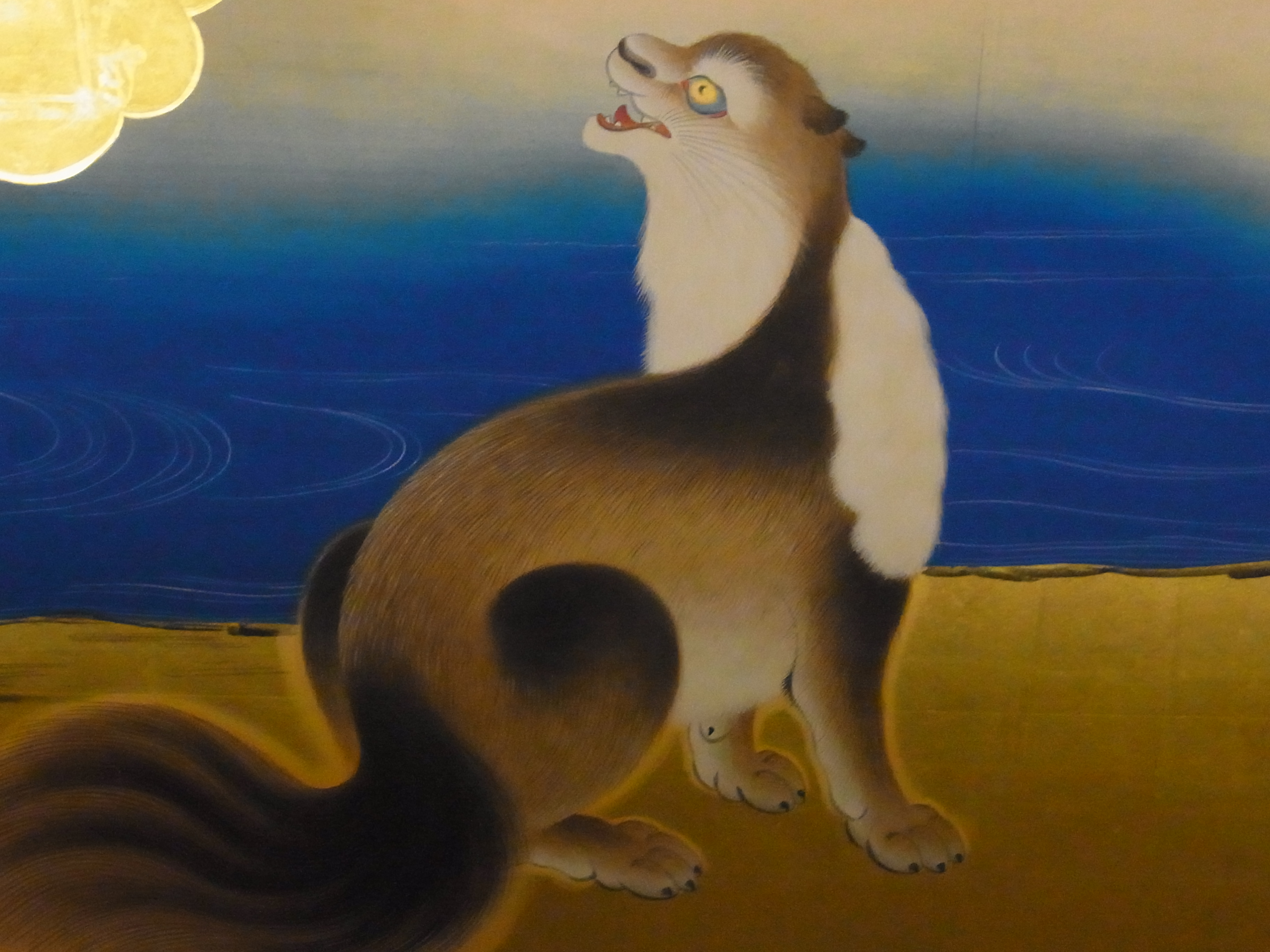
表書院・三之間
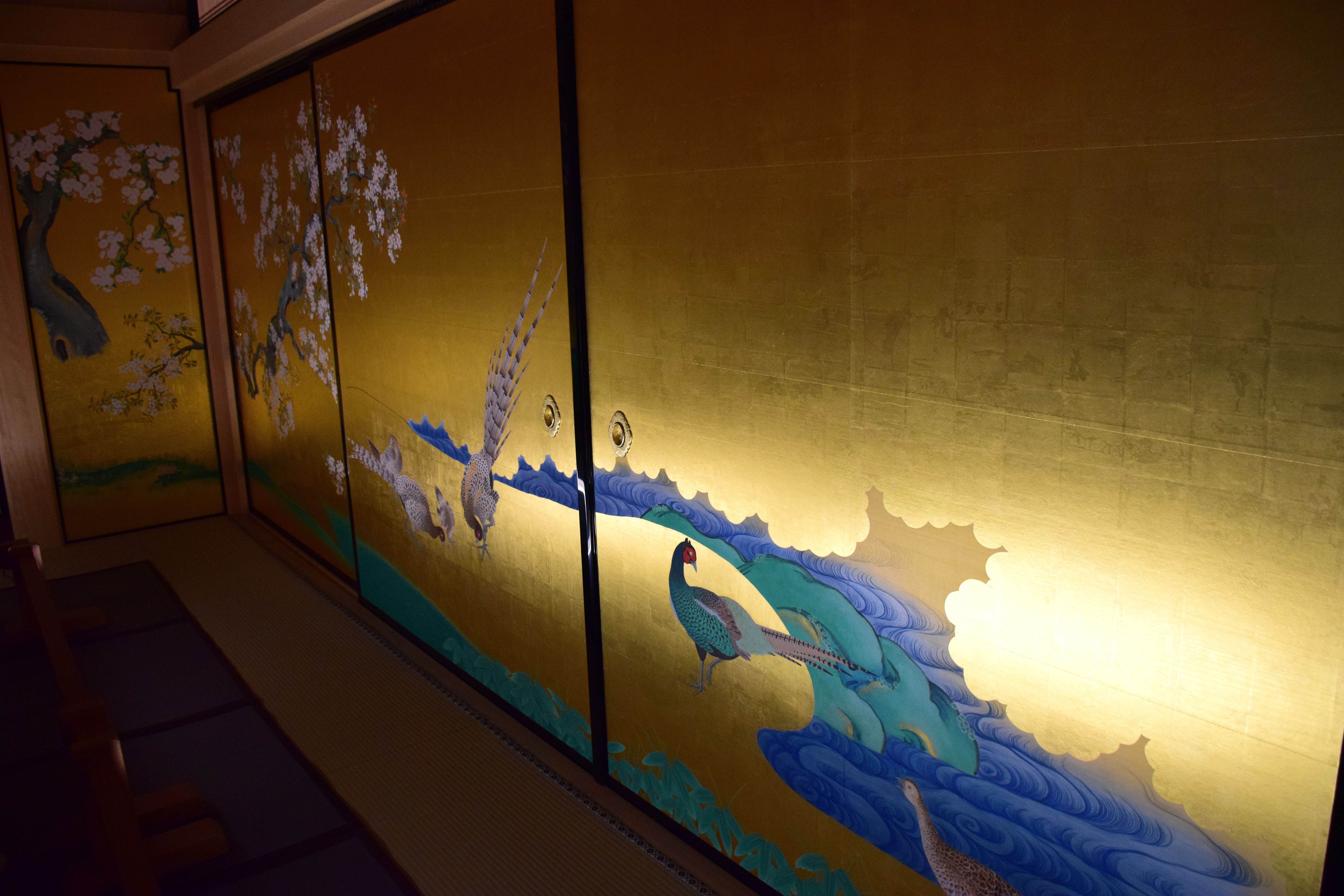
表書院・一之間
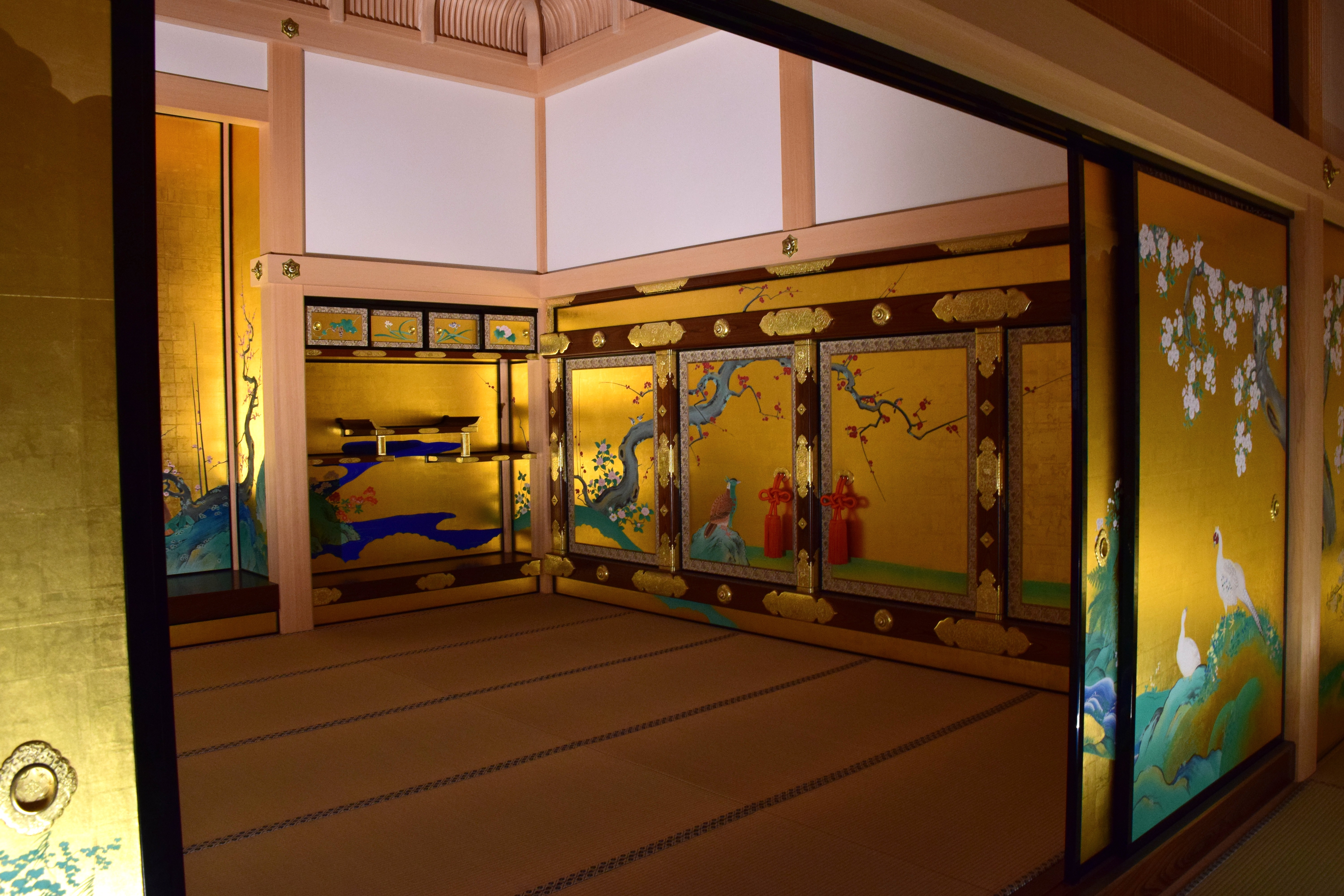
表書院・上段之間
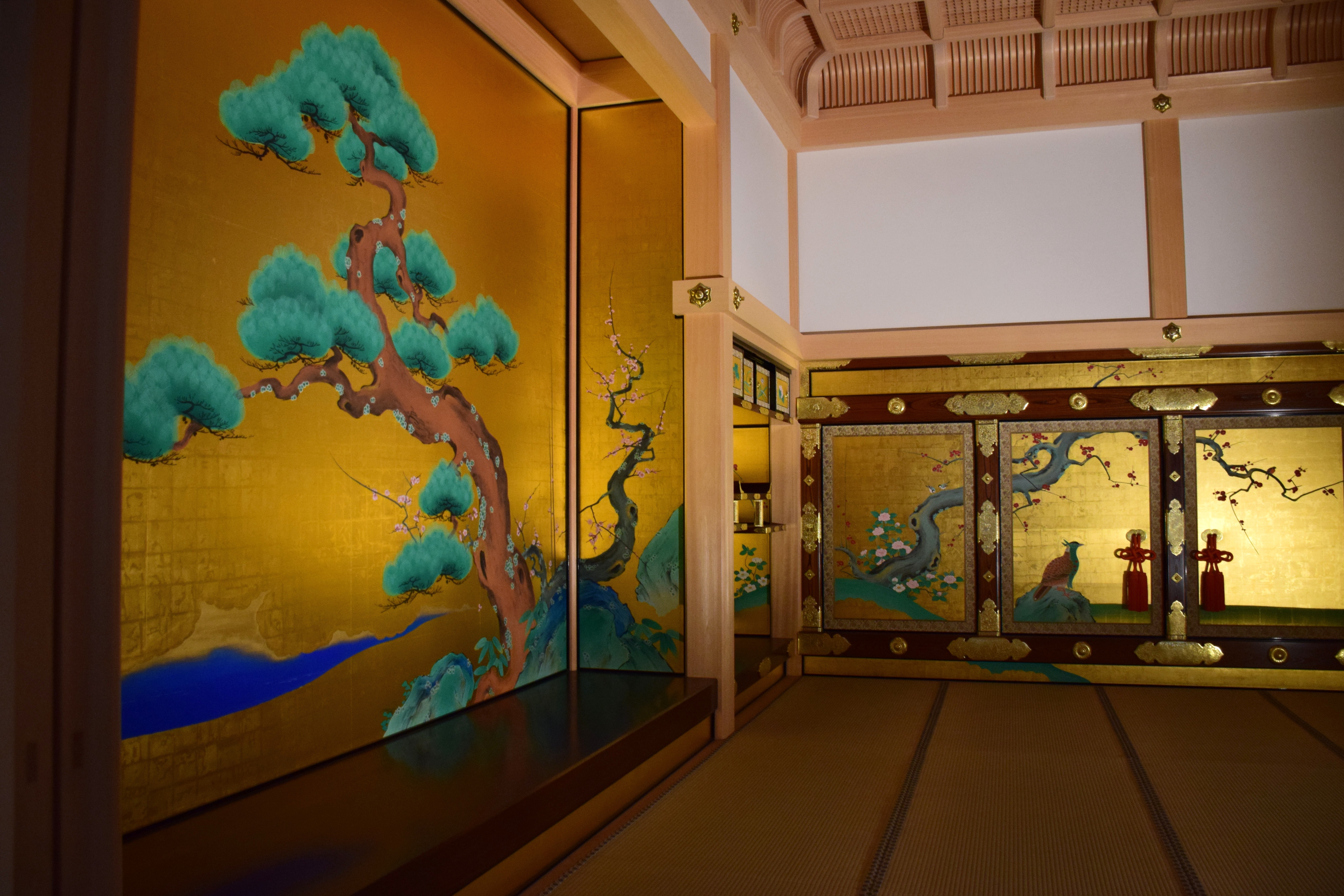
表書院・上段之間
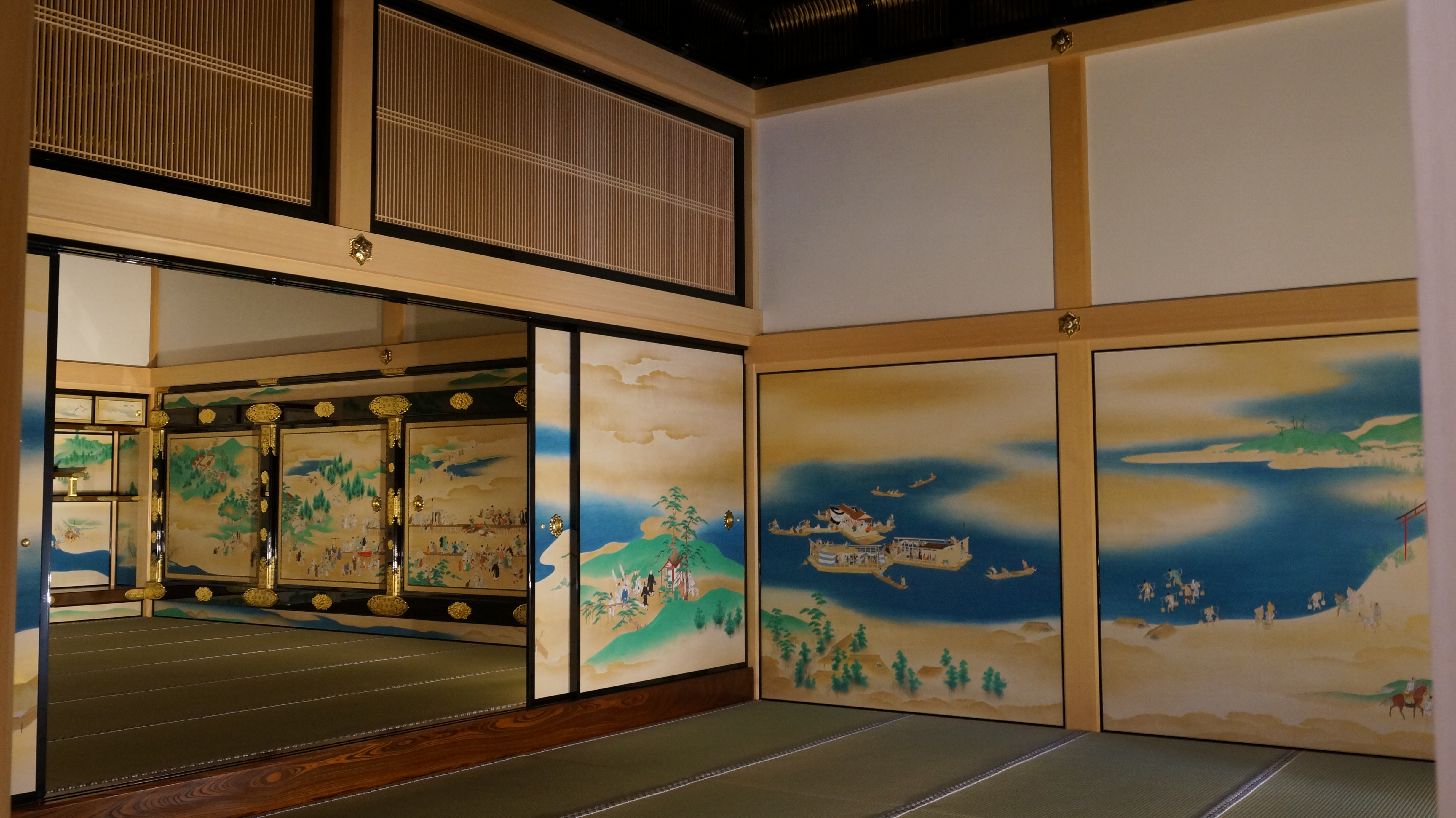
対面所・次之間
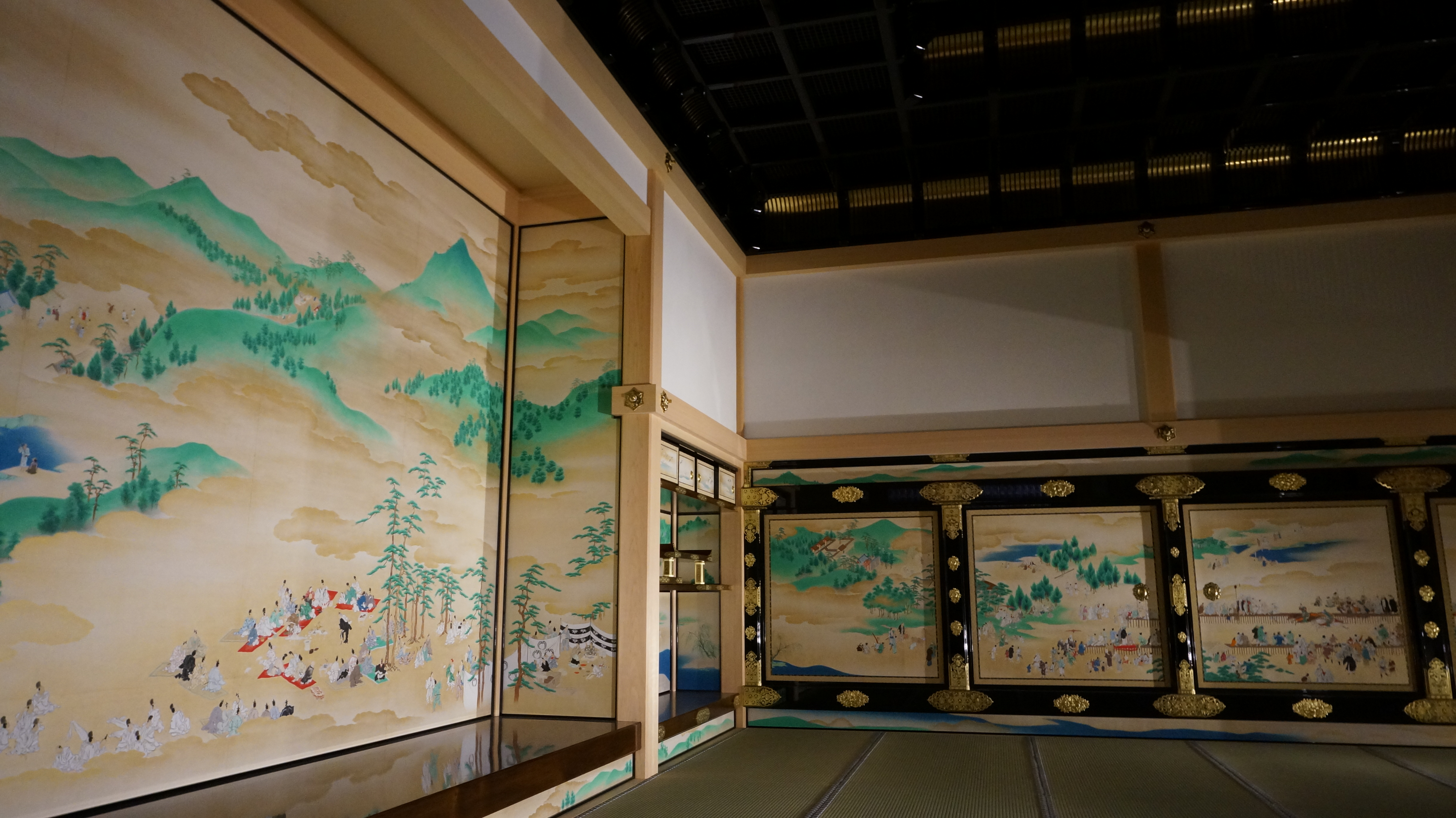
対面所・上段之間
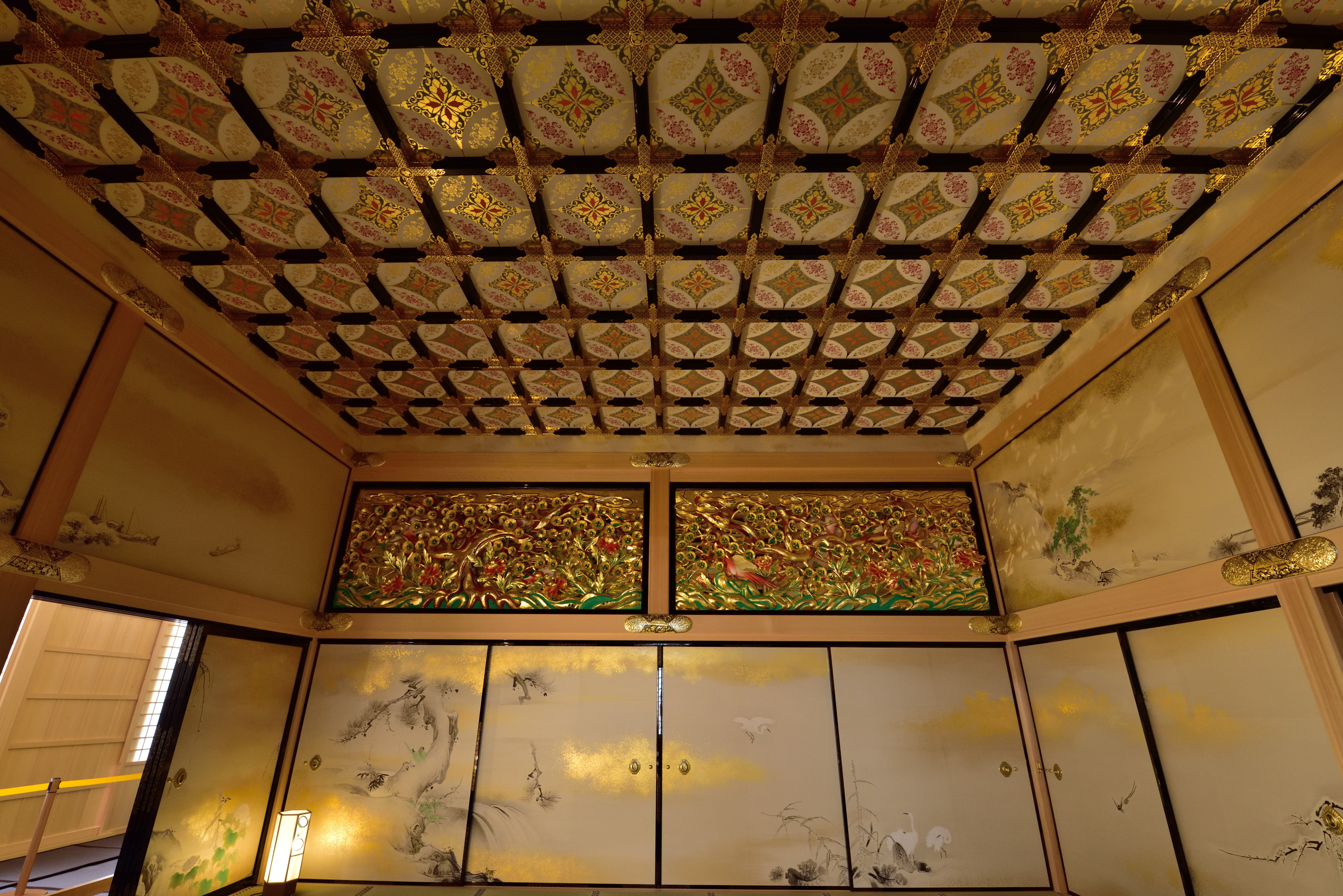
上洛殿・三之間
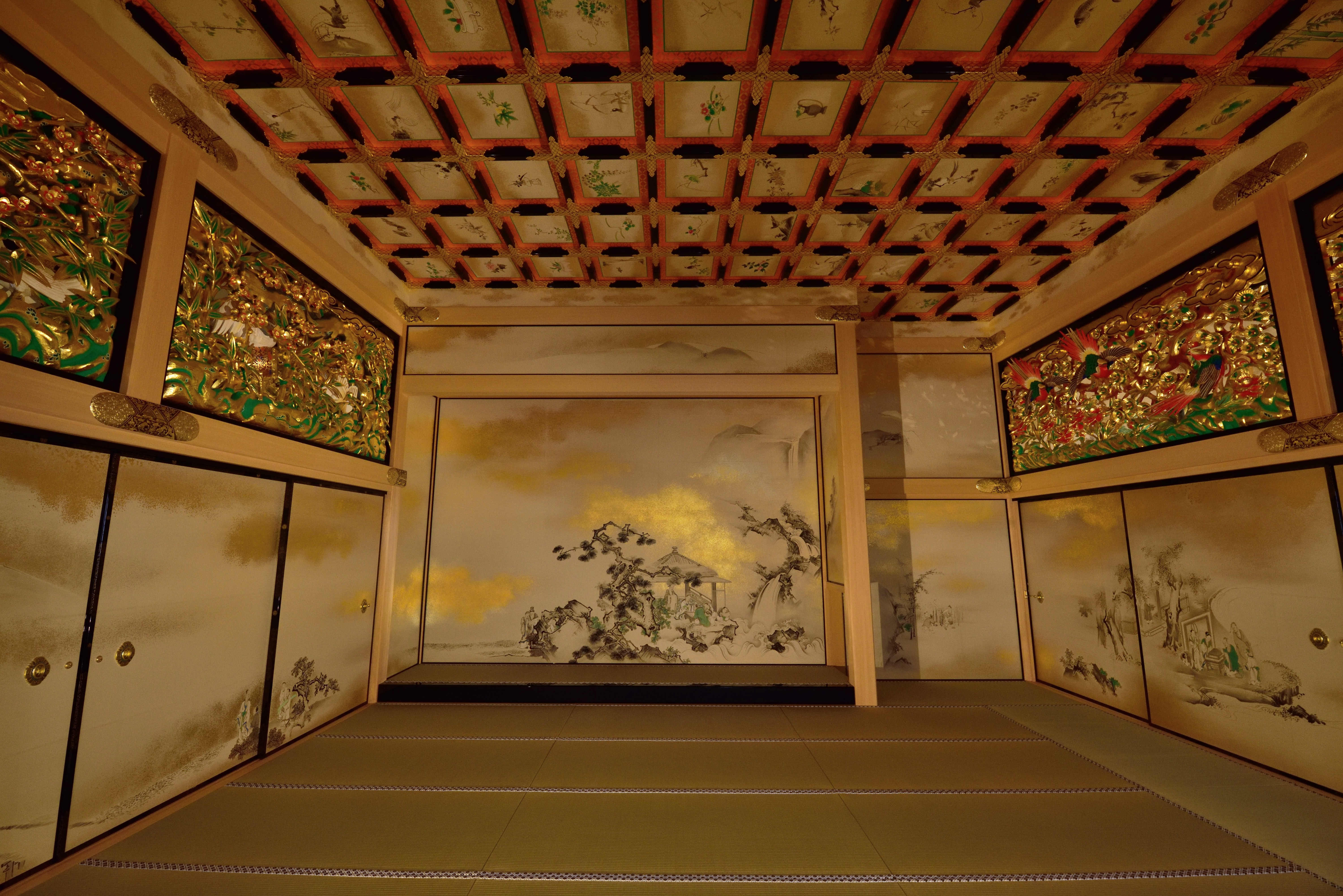
上洛殿・二之間
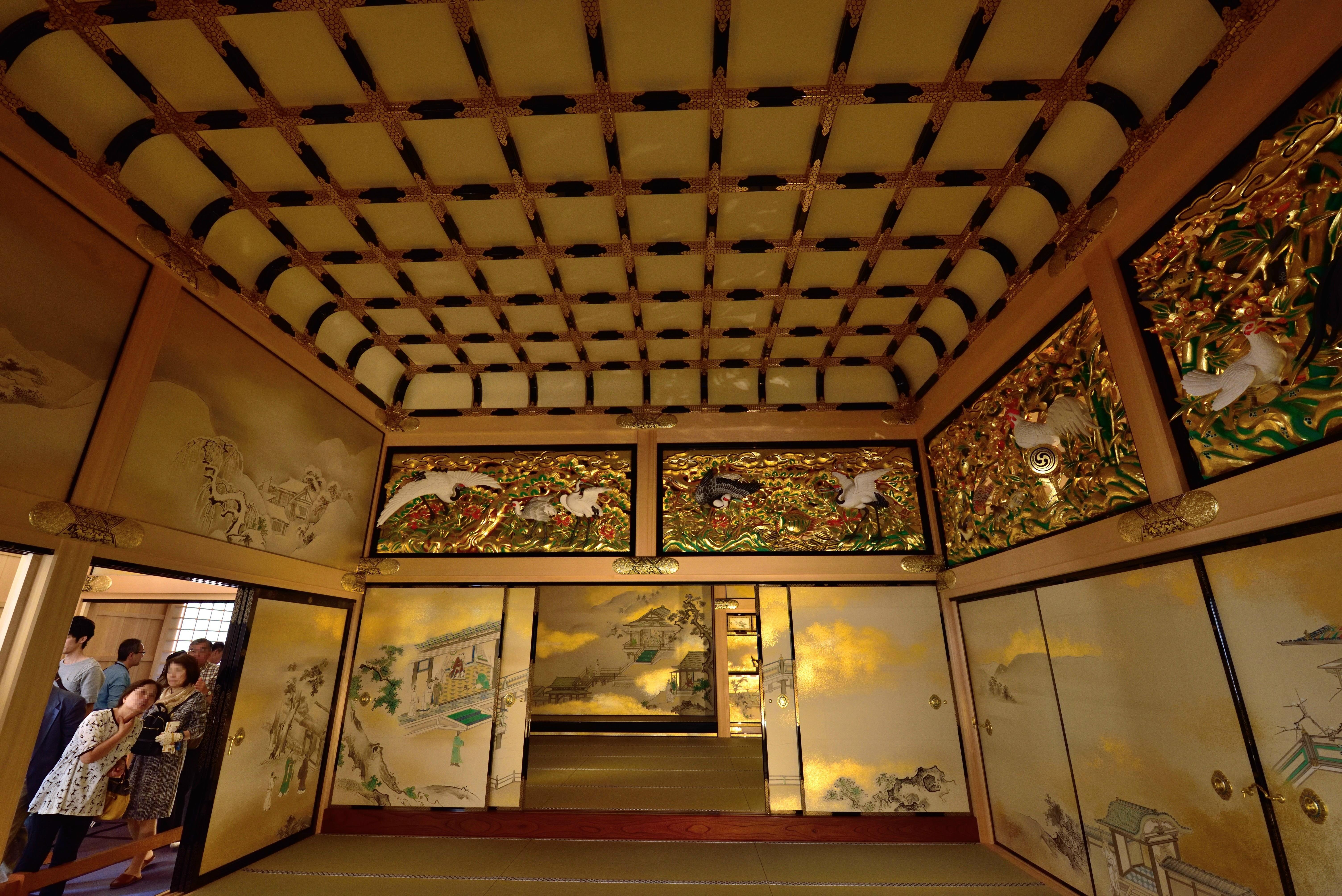
上洛殿・一之間
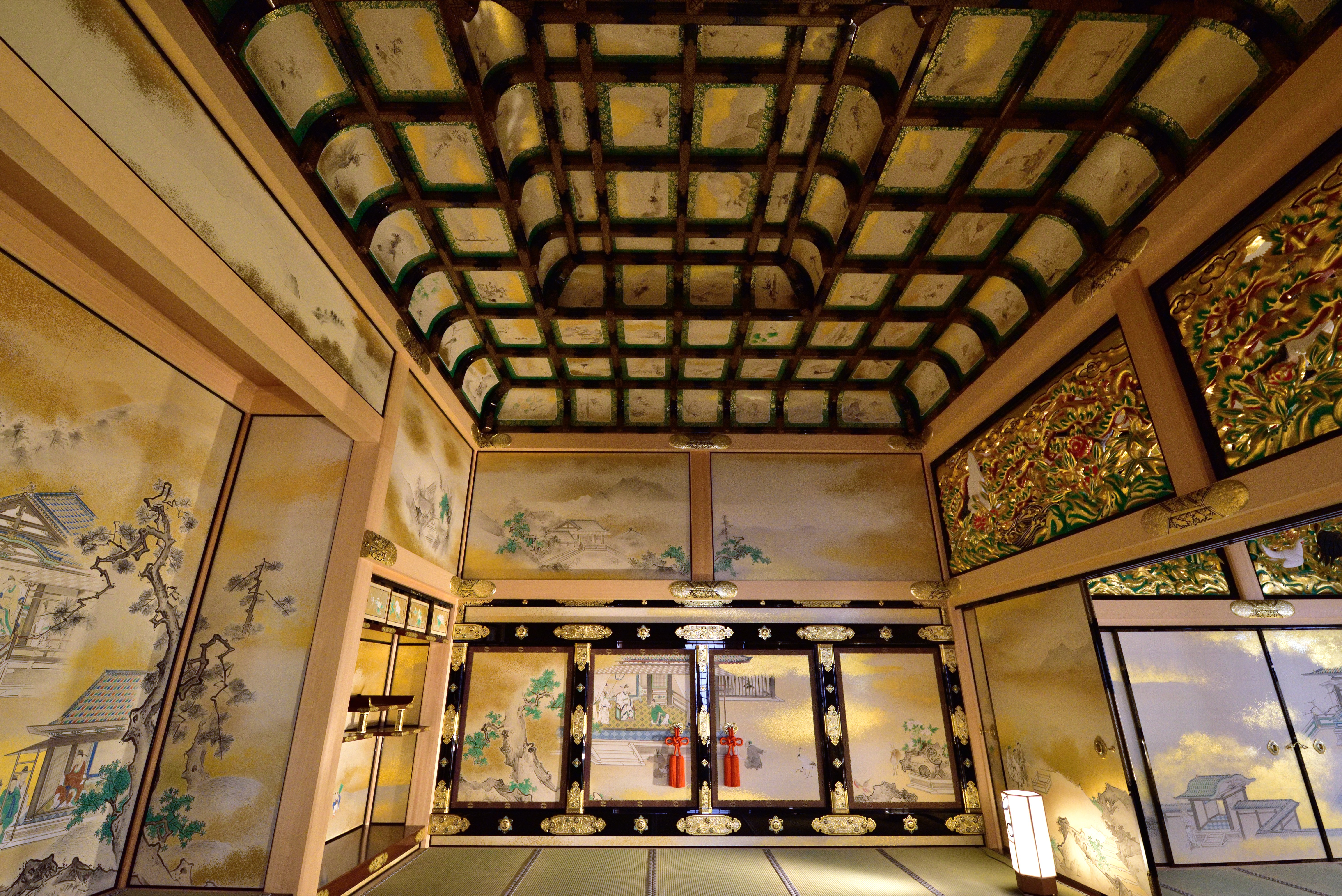
上洛殿・上段之間

### 二丸
二丸是建城當地藩主在本丸居住的時候，二丸是將軍的御座所。家康及秀忠就任早期上洛時在大坂之役中，曾經逗留在二丸。後來為了將本丸改為御成専用，1618年建成二丸御殿，從此二丸被稱為「御城」，具備藩主的居住地及尾張藩藩廳的功能。
本丸的東南位置，南御門及東御門是馬出的地方。在東北、西南及東南位於以L字型建造隅櫓。南部中央有太鼓櫓，北部中央為逐涼閣、西北是迎涼閣。
東西兩棟鐵御門二之門為現存的建造物，東鐵御門二之門被移動至本丸東御門二之門跡。其他二丸的建築物被破壞，名古屋大學曾在二丸內，移轉後建造了愛知縣體育館。二丸的位置是織田信長最初的居城那古野城城跡，在此設計紀念石碑。

### 西丸

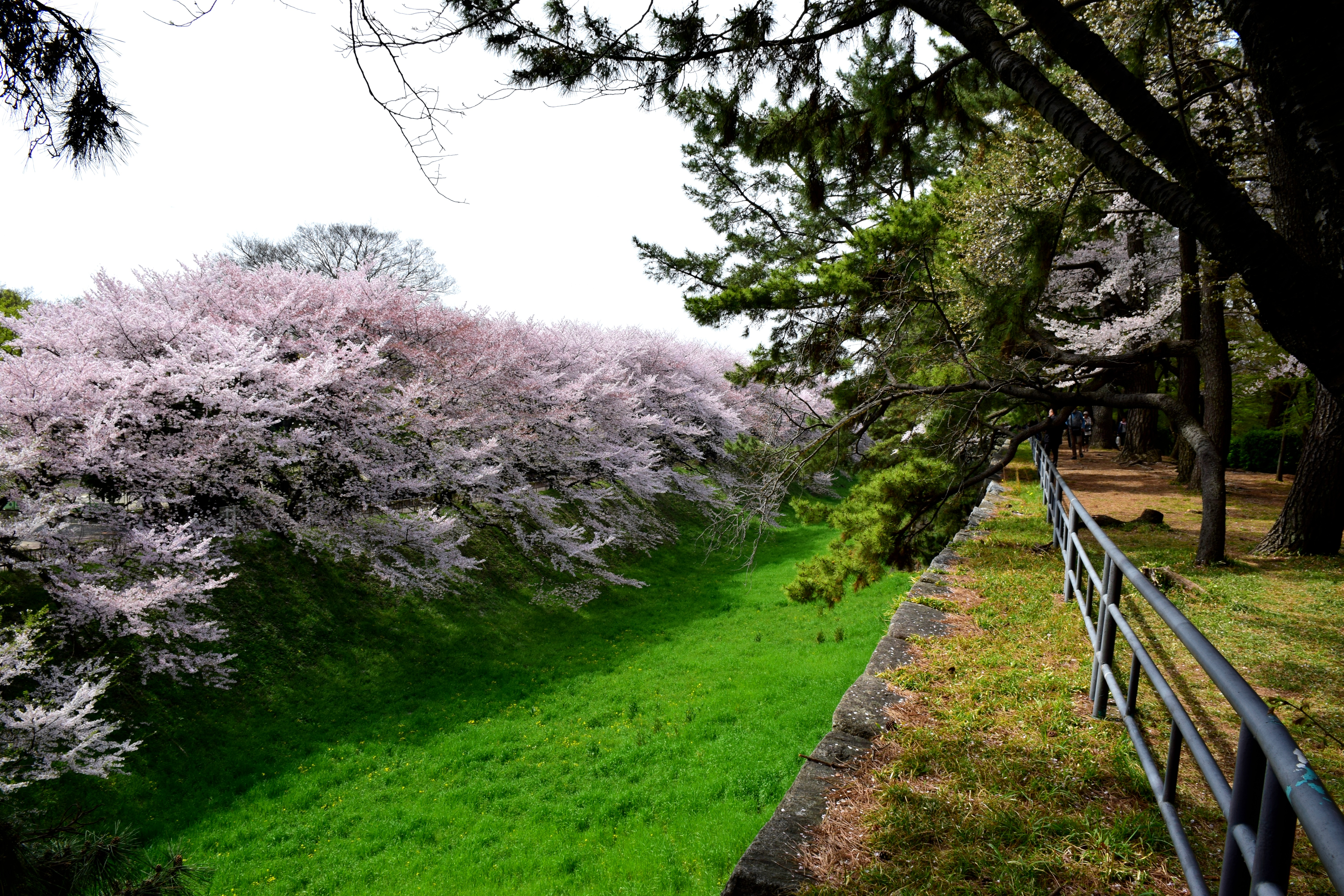
西之丸南側的城壕和櫻花

西丸位於名古屋城內大手筋南側的榎多御門，與三丸連播，南邊多聞櫓作為防禦之用。西丸內主要用作儲存食糧，因此建造了許多米房。西丸在明治時代被拆卸。

### 御深井丸
御深井丸是位於本丸西北，可透過不明御門前往回本丸，本丸以北的御鹽藏構及西丸均有一條狹窄的道路。
共有兩棟櫓分別是西北隅及東北西寄兩棟，之後有西北櫓及戌亥隅櫓（西北隅櫓）為現存的建造物。以3重3層的規模來說較弘前城及丸龜城的天守規模較大。1611年將清洲城天守及小天守移到名古屋城因而被稱為清洲櫓。
此外御深井丸內的「乃木倉庫」在明治時代初期由舊日本陸軍所建的彈藥庫。是名古屋市內現時最古老的煉瓦式倉庫。
在御深井丸以東有礎石。在空襲時有燒焦的痕跡，現時仍可以觀看。

### 三丸

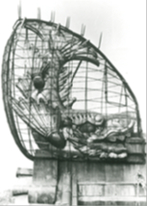
在二次大戰未被燒毀的名古屋金虎鲸

三丸位於現時的名古屋城中區三丸一丁目至四丁目一帶的地域，三丸內為重臣的房間及各式神社。門有三個，以桝形篇排。

明治之代之後發展成官廳街。此外三丸外名古屋城內堀一部份，成為了名鐵瀨戶線的路軌。現時三丸為愛知縣廳、名古屋市御所以及各種政府部門，為愛知縣行政中樞地域。

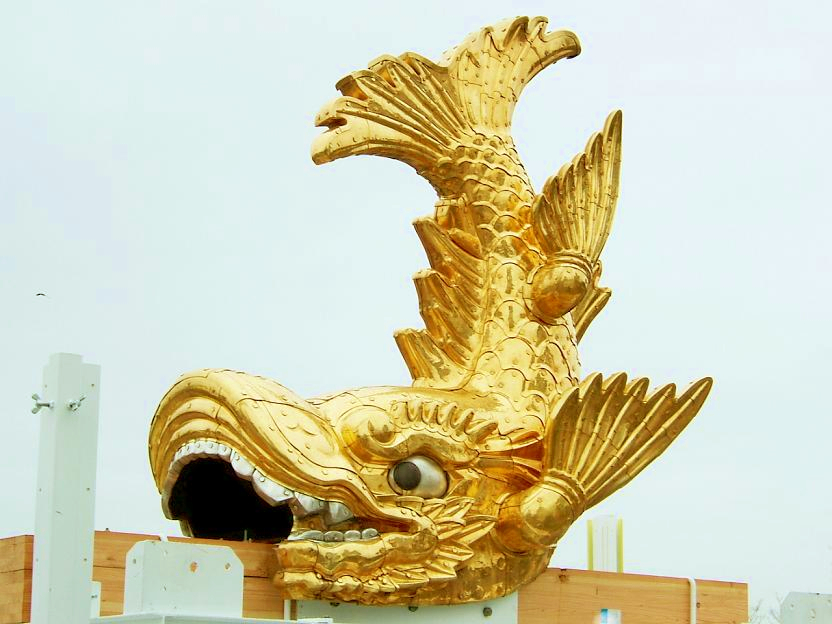
金虎鲸

### 金虎鲸
1612年名古堅天守竣工時建造，使用了1940枚慶長大判，純金215.3公斤的金，高2.74米。
其中虎鲸中的鱗由於藩政收支緊縮，曾經試過三次將金板改造而將純金度下降。為防被盜竊，金虎鲸被金網覆蓋著。1871年金虎鲸捐贈給明治政府，並由宮內省保管。其中雄虎鲸在日本展覽會巡迴，至於雌虎鲸則被參加1873年維也納的國際博覽會。金虎鲸在1879年2月返回天守。
在眾多江戶時代建造的金鯱中現存最久，到1945年被美軍空襲炸毀。戰後由聯合國最高司令部接收，然後交由大藏省最後在1967年交還給名古屋市，由大阪造幣局復原，全重88.3公斤。

## 遺構
在第二次世界大戰前，有24座國寶（相等於現時的重要文化財）。1945年遭美軍B-29戰機轟炸城內建築大部份被燒毀。其中未受戰火影響的四項西南隅櫓、東南隅櫓、西北隅櫓及表二之門為重要文化財。

## 交通
乘坐名古屋市营地下铁名城线名古屋城站在7号出口下车步行5分钟可到达名古屋城
乘坐名古屋市营地下铁鹤舞线浅间町站在1号出口下车步行15分钟可到达名古屋城
乘坐名铁濑户线东大手站下车步行15分钟可到达名古屋城

## 關聯條目

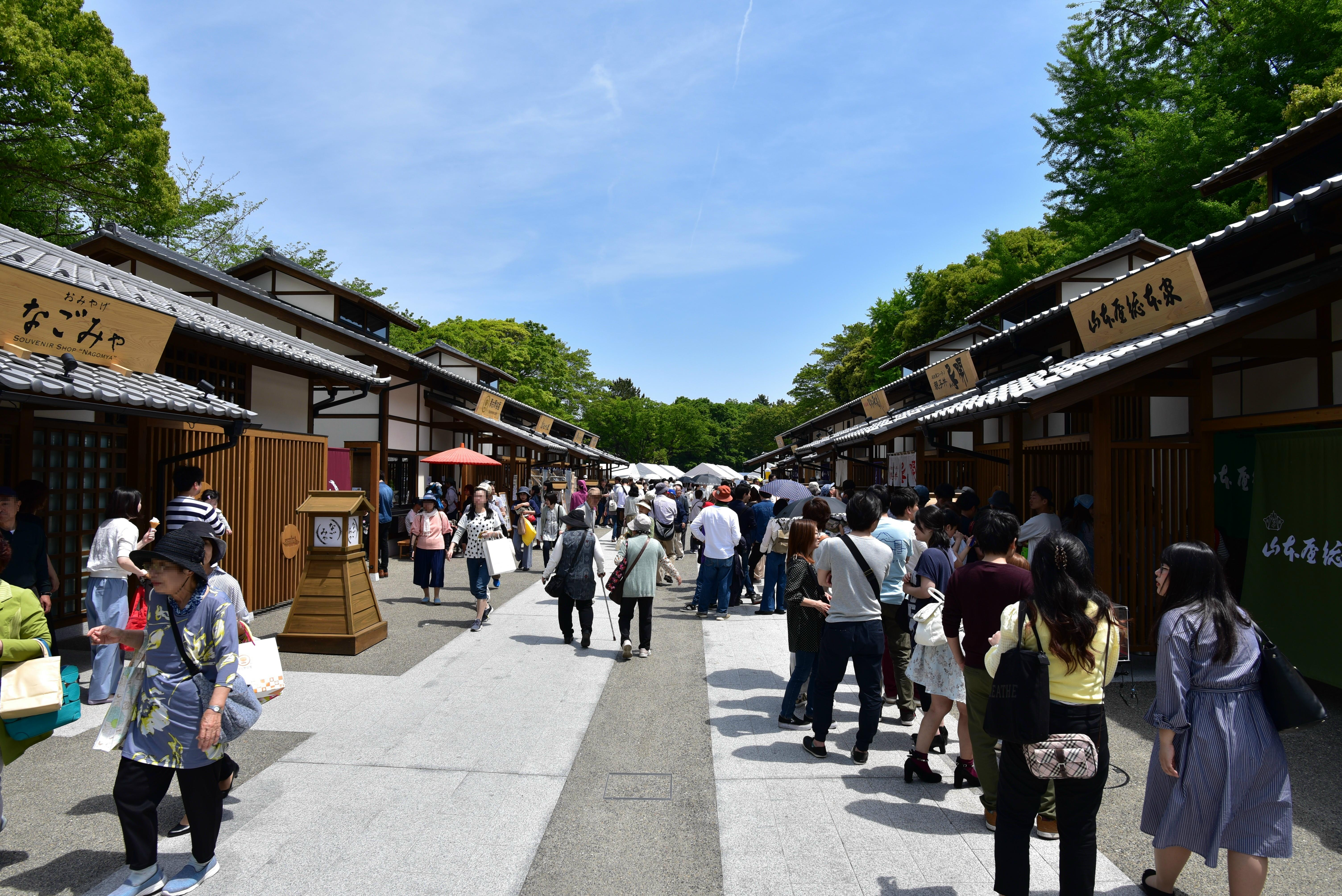
金鯱横丁

- 日本城堡列表
- 日本100名城

## 外部連結
- 名古屋城官方網站（页面存档备份，存于）
- 名古屋城400年史 - Network2010